# گاز چوب

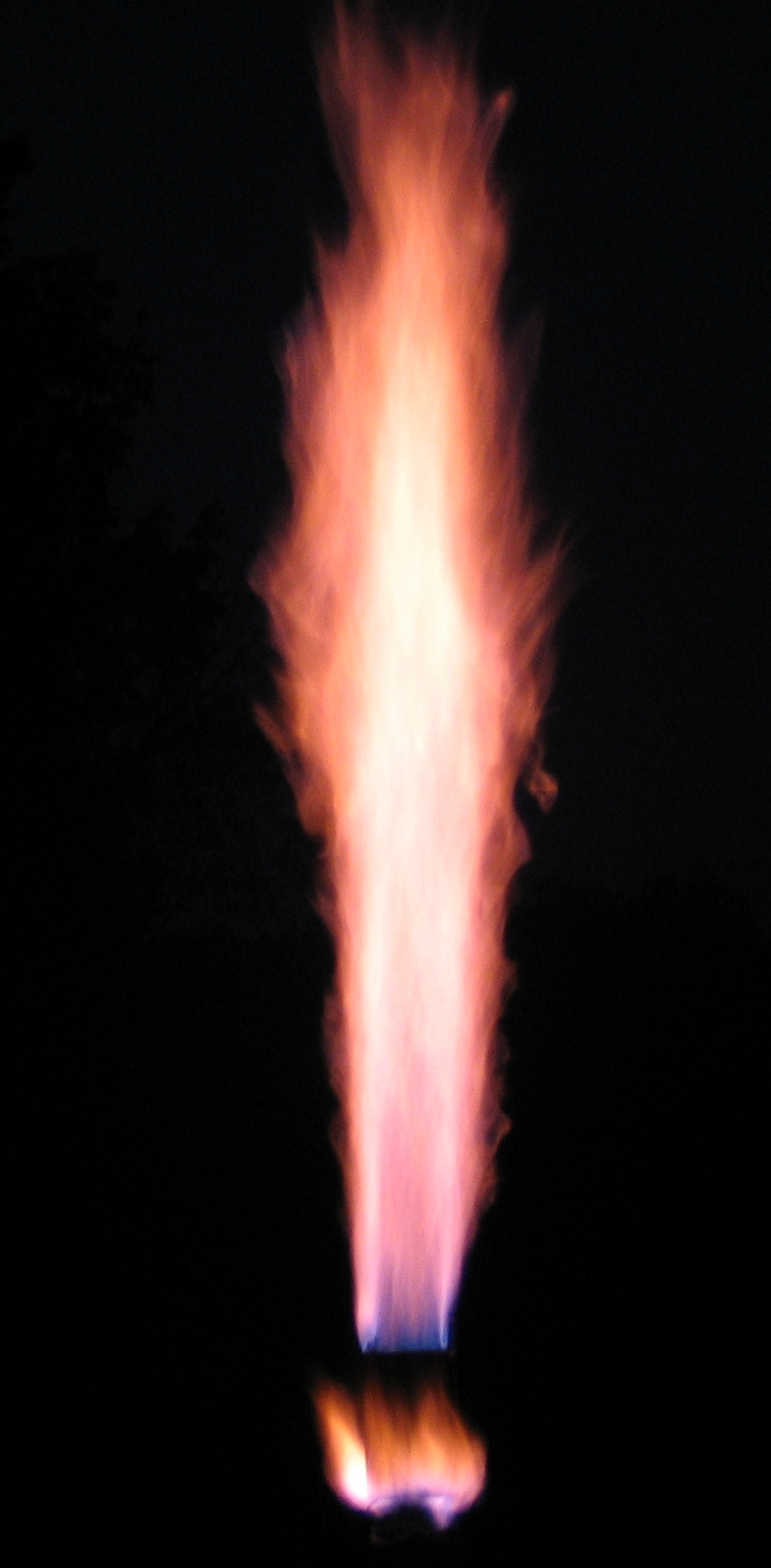
شعله از یک ژنراتور گاز چوبی

گاز چوب سوختی است که می‌تواند در کوره‌ها، اجاق‌ها، و وسایل نقلیه به جای سایر سوخت‌ها استفاده شود. در طول فرایند تولید، زیست توده یا دیگر مواد حاوی کربن در محیطی با اکسیژن محدود از یک ژنراتور گاز چوب به هیدروژن و مونوکسید کربن تبدیل می‌شوند. استفاده از این گازهای تولیدی، منجر به تولید آب، کربن دی‌اکسید، و گرما می‌شوند. این فرایند گاهی با پیرولیز انجام می‌شود. زیست توده یا زغال سنگ ابتدا به زغال سنگ تبدیل می‌شود و متان و قطران در محفظه غنی از هیدروکربنهای آروماتیک چند حلقه ای تولید می‌شود.

## تاریخچه

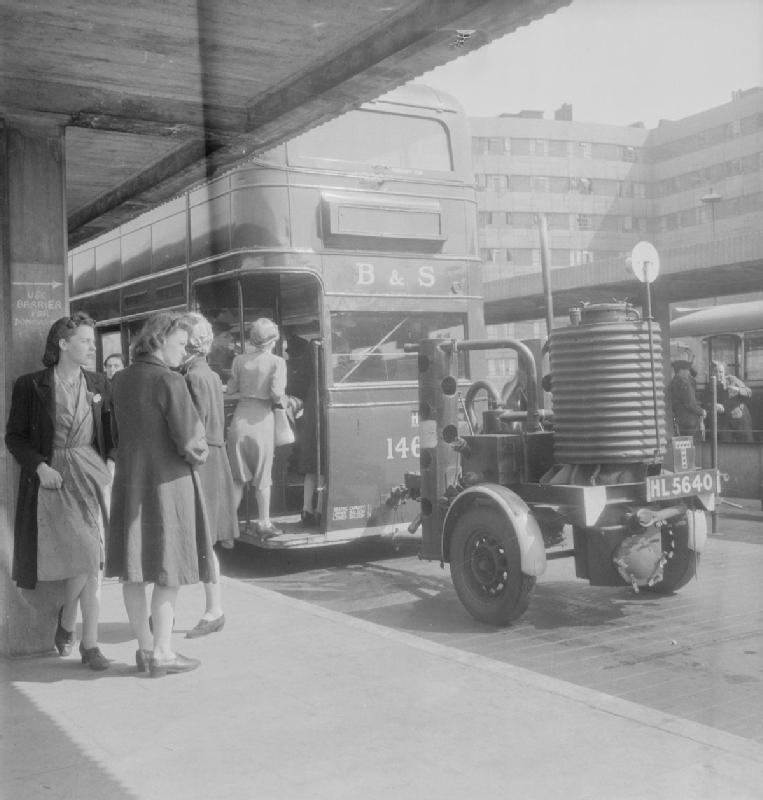
اتوبوسی با گاز چوبی که توسط گازیفایر روی یک تریلر تولید می‌شود، لیدز، انگلستان حدود ۱۹۴۳

گویا اولین دستگاه ساخت گازچوب توسط گوستاو بیشوف در سال ۱۸۳۹ ساخته شد. در سال ۱۹۰۱ توماس هیو پارکر اولین وسیله نقلیه را با گاز چوب ساخت. حدود سال ۱۹۰۰، گاز سنتز (که از زغال سنگ تولید می‌شد) به خانه‌های شهرها تحویل داده‌شد. استفاده کردن از گاز طبیعی در سال ۱۹۳۰ شروع شد.
از وسایل نقلیه گاز چوب در زمان جنگ جهانی، به عنوان دستگاهی برای تقسیم کردن سوخت‌های فسیلی به مردم استفاده می‌شد. در پایان جنگ فقط در آلمان، حدود ۵۰۰۰۰۰ «تولیدکننده گاز» در حال استفاده بودند. مجهز سازی کامیون‌ها، اتوبوس‌ها، تراکتورها، موتورسیکلت‌ها، کشتی‌ها و قطارها به واحد گاز سازی چوب در آن زمان رخ داد. در سال ۱۹۴۲، قبل از محبوب شدن فراگیر گازچوب، حدود ۷۳۰۰۰ وسیله نقلیه گاز چوب در سوئد، ۶۵۰۰۰ در فرانسه، ۱۰۰۰۰ در دانمارک و تقریباً ۸۰۰۰ خودرو در سوئیس کار می‌کرد. فنلاند در سال ۱۹۴۴ دارای ۴۳۰۰۰ «موتور چوبی» بود که ۳۰۰۰۰ آن اتوبوس و کامیون، ۷۰۰۰ وسیله نقلیه شخصی، ۴۰۰۰ تراکتور و ۶۰۰ قایق بود.
اکنون دستگاه‌های تولید گاز چوب در چین و روسیه در خودروها و به عنوان ژنراتورهای برق برای کاربردهای صنعتی ساخته می‌شوند. در سواحل شرقی و در بیشتر مناطق غیرشهری در کره شمالی کامیون‌های تجهیز شده‌ای در این زمینه وجود دارند.

## استفاده‌ها

### موتور احتراق داخلی

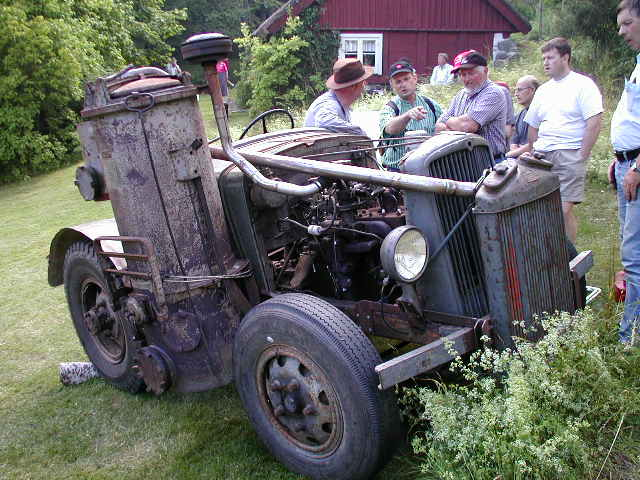
ژنراتور گاز چوبی نصب شده به کامیون فورد که به تراکتور تبدیل شده‌است، موزه تراکتور پر لارسن، سوئد، ۲۰۰۳

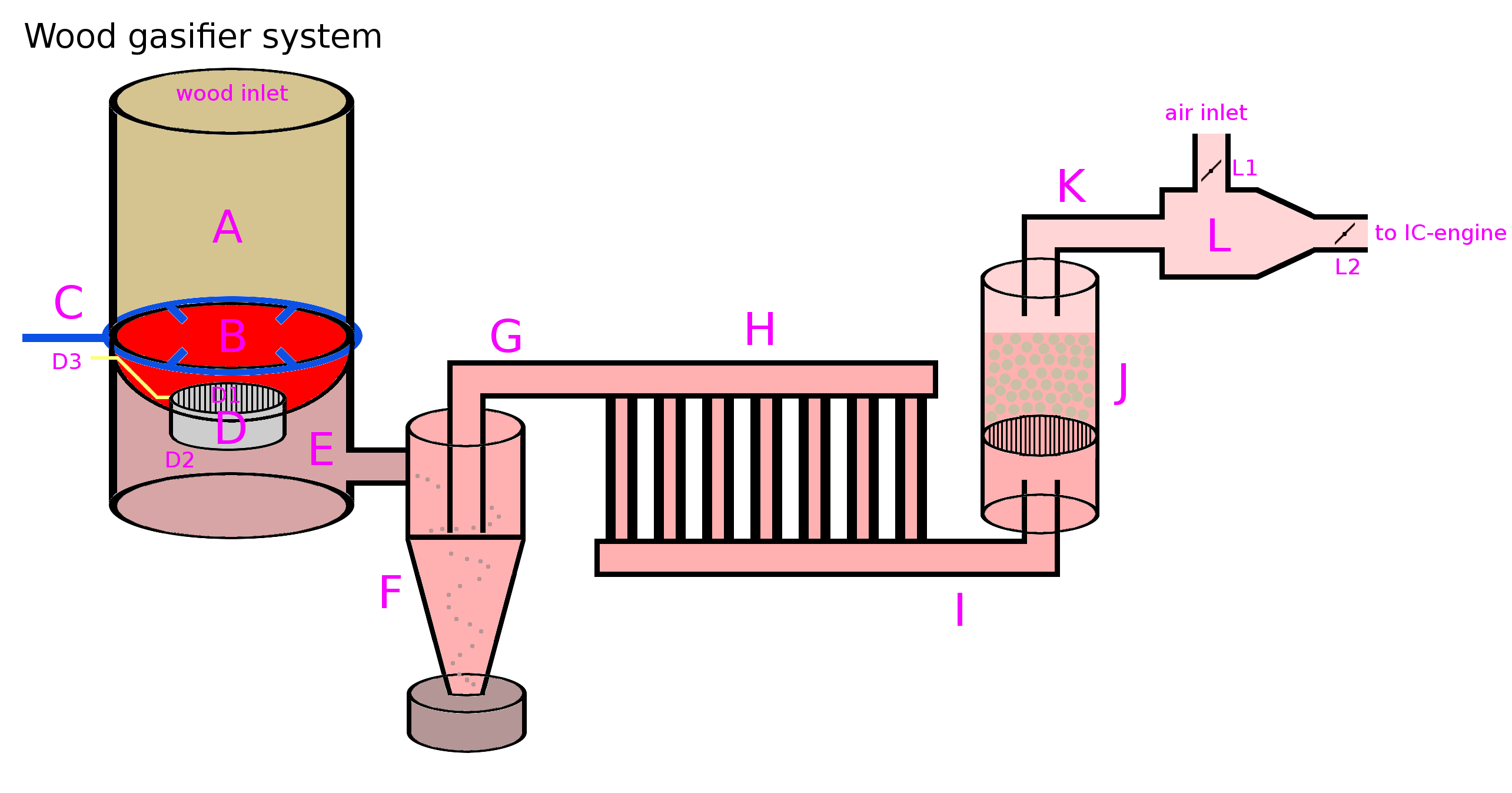
سیستم گازیفایر چوب

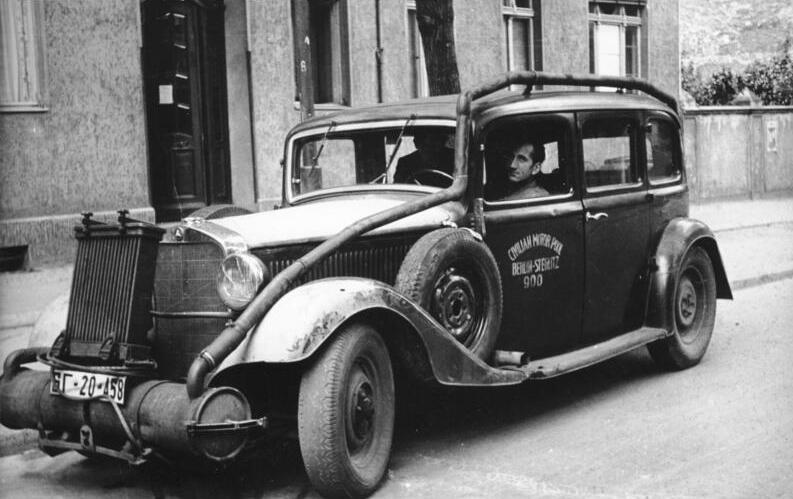
ماشینی با گاز چوب، برلین، ۱۹۴۶. به رادیاتور ثانویه توجه کنید که برای خنک کردن گاز قبل از وارد شدن به موتور لازم است

دستگاه‌های تولید گازچوب (گازیفایر) می‌توانند منبع تغذیه برای موتورهای احتراق باشند، که در آن تمام سوخت معمولی می‌تواند با تغییر جزئی در فرایند تولید کربن جایگزین بشود، یا در موتور دیزلی نیز به همین صورت و با روشی دیگر عمل می‌کند. در موتورهای دیزلی، سوخت دیزل هنوز هم برای احتراق مخلوط گاز نیازمند است، بنابراین یک اتصال «ایست» به صورت مکانیکی و کنترل شده و احتمالاً اتصال «دریچه گاز» باید ساخته شود تا همیشه تحت استاندارد در هر تزریق مقدار کمی سوخت تزریقی به موتور بدهد. در صورت اتصال گازیفایر چوبی می‌توان از چوب برای تأمین انرژی خودروها با موتورهای احتراق داخلی معمولی استفاده کرد. به دلیل دردسترس نبودن سریع به نفت در طول جنگ جهانی دوم، این شیوه در کشورهای مختلفی اجرا می‌شد. در زمان‌های اخیر، گاز چوب به عنوان یک روش تمیز و کارآمد برای گرم کردن و پخت و پز در کشورهای در حال توسعه یا حتی برای تولید برق در ترکیب با موتور احتراق داخلی پیشنهاد شده‌است. در مقایسه با فناوری جنگ جهانی دوم، گازیفایرها به دلیل استفاده از سیستم‌های کنترل الکترونیکی پیچیده کمتر به توجه مداوم وابسته شده‌اند، اما دریافت گاز تمیز از آنها همچنان دشوار است. تصفیه گاز و تغذیه آن به خطوط لوله گاز طبیعی یکی از انواعی است که آن را به زیرساخت‌های سوخت رسانی موجود پیوند می‌دهد. مایع شدن توسط فرایند فیشر-تروپش یک احتمال دیگر است.
در برخی از کشورهای دورافتاده آسیایی از پوست برنج برای تولید گازیفرهای چوبی استفاده شده‌است که کاربرد خاصی ندارند. نصب یک دستگاه در برمه ۸۰ کیلووات برق مصرف می‌شود. ژنراتور برق دیزلی اصلاح شده برای حدود ۵۰۰ نفر که در غیر این صورت بدون برق هستند. از خاکستر می‌توان به عنوان کود زیستی استفاده کرد، بنابراین می‌توان آن را یک سوخت تجدید پذیر در نظر گرفت.
میزان گازهای منتشر شده از موتور احتراق داخلی که با گازچوب کارمی‌کند به مراتب کمتر از موتوری است که با بنزین کار می‌کند. به خصوص اگر درصد هیدروکربن در گاز چوب کم باشد. یک مبدل کاتالیزوری معمولی با گاز چوب به خوبی کار می‌کند، بدون آن نیز هم، سطوح انتشار کمتر از 20 ppm HC و 0.2% CO را می‌توان به راحتی توسط اکثر موتورهای خودرو بدست آورد. احتراق گاز چوب هیچ ذره ای تولید نمی‌کند.

### اجاق، پخت و پز و کوره

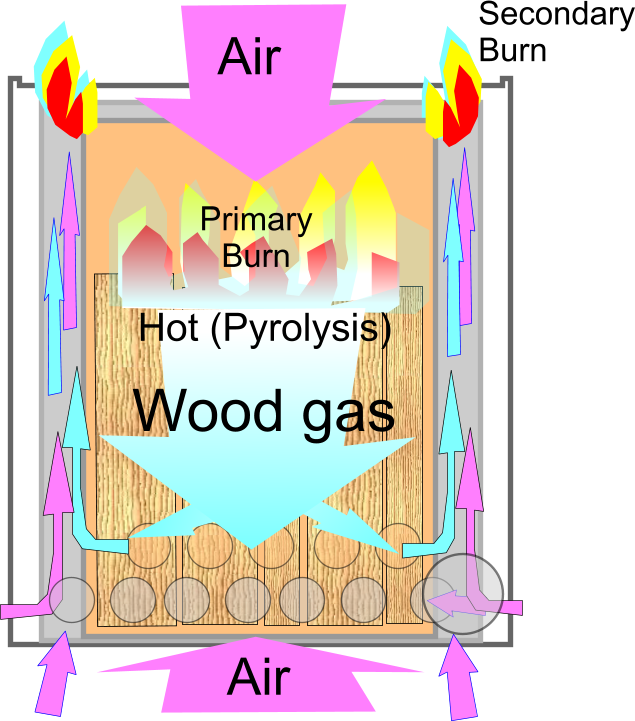
اجاق گاز سازی کواکسیال رو به پایین

برخی از طرح‌های اجاق گاز، در واقع، گازیفایرهایی هستند که بر اساس اصل جریان رو به بالا کار می‌کنند: هوا از سوخت، که می‌تواند ستونی از پوسته برنج باشد، عبور می‌کند، و می‌سوزد، سپس توسط ذغال باقی‌مانده روی سطح به مونوکسید کربن تبدیل می‌شود. سپس گاز تولیدی توسط هوای گرم دیگری که از یک لوله متحدالمرکز بالا می‌آید دچار احتراق می‌شود. این طراحی که به اسم مشعل چینی نیز شناخته می‌شود، در اجاق گازها مورد استفاده قرار می‌گیرد.
یک اجاق گاز جایگزین که با اصل فشار پایین ساخته شده‌است و با سیلندرهای تودرتو جمع‌آوری شده نیز بازدهی بالایی را دارا می‌باشند. احتراق از بالا باعث به وجود آمدن یک منطقه گازی می‌شود که گاز از طریق خروجی‌های واقع در پایه محفظه مشعل از سمت پایین خارج می‌شود. آن گاز با هوای ورودی اضافی مخلوط می‌شود تا احتراق ثانویه ایجاد کند. اجاق‌های گازی‌سازی خطرات کمتری نسبت به آتش‌پزهای معمولی از لحاظ سلامتی دارند.
گاز چوب سبب استخراج هیدروژن سبز نیز می‌شود که خودش از زیست توده بی‌توده در دسترس و کربن خنثی تولید می‌شود. با فرایندی به نام اصلاح بخار می‌توان بدون وارد شدن حرارتی از خارج سیستم، زغال چوب، مایعات هیدروکربن، متان و مونوکسید کربن را به هیدروژن تبدیل کرد. این فرایند دارای بازده حداقلی ۶۰ درصد می‌باشد.

## فرایند تولید

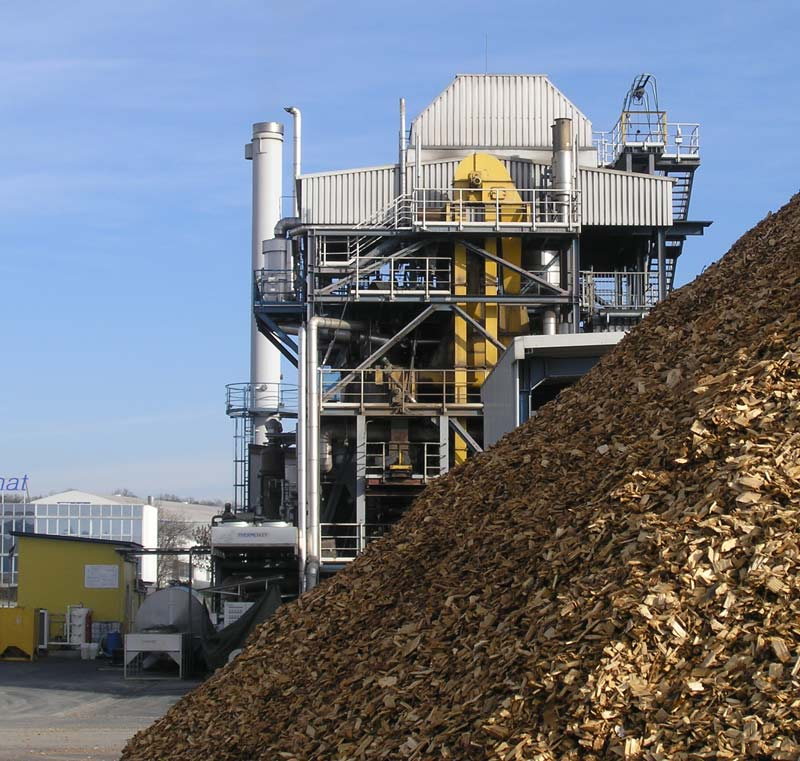
گازیفر بستر سیال در گوسینگ، اتریش، با خرده چوب کار می‌کند

سوخت گازیفایرها شامل تراشه‌های چوب، خاک اره، زغال چوب، زغال سنگ، لاستیک یا مواد مشابه است و در جعبه احتراق ناقص دارد و گاز چوب، خاکستر جامد و دوده تولید می‌کند که دومی باید به‌طور متناوب از دستگاه گازیفایر خارج شود. سپس می‌توان قطران و ذرات دوده/خاکستر را در گاز چوب جداسازی و خنک سازی کرد و آن را به پیل سوختی یا موتور هدایت کرد. اکثر این موتورها دارای قوانین خلوص دقیق گاز چوب هستند، بنابراین گاز اغلب باید از طریق تمیز کردن گشترده به منظور حذف یا تبدیل، یعنی " ترک "، قطران و ذرات عبور کند. استفاده از ماشین‌های شسشتوی صنعتی می‌توان قطران را حذف کرد. گاهی کارکردن گازچوب در موتوری که اصلاح نشده باعث تجمع ترکیبات مضر و نسوخته می‌شود.
کیفیت گاز گازیفایرهای مختلف بسیار متفاوت است. گازی‌کننده‌های مرحله‌ای، که پیرولیز و تبدیل به گاز به‌طور جداگانه رخ می‌دهد. راکتورهای بستر سیال این مزیت را دارند که بسیار فشرده تر هستند، با ظرفیت بیشتر در واحد حجم و قیمت. بسته به استفاده مورد نظر از گاز، قطران می‌تواند مفید باشد، همچنین با افزایش ارزش گرمایشی گاز.

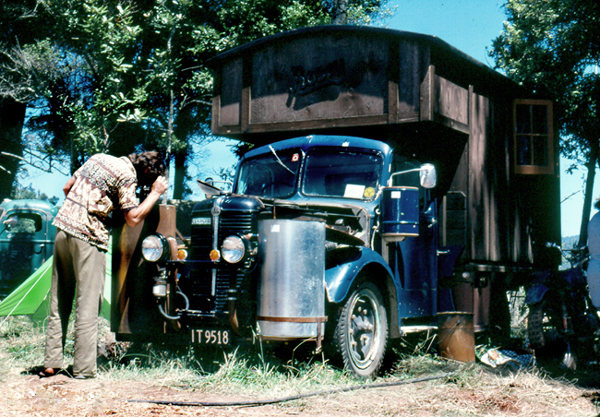
یک تولیدکننده گاز زغال چوب در جشنواره جایگزین Nambassa در نیوزیلند در سال ۱۹۸۱